# ホンソメワケベラ

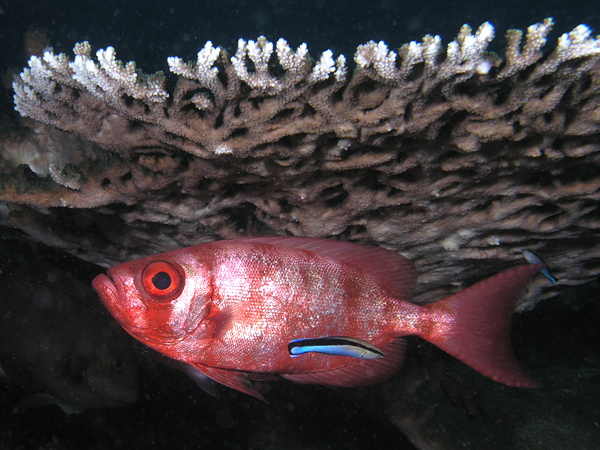
自身よりも大きな魚であるホウセキキントキの直近を、平然と泳ぐホンソメワケベラ。こうして他の大型魚に接近し、その体表に付着した寄生虫などを食糧とする。一方で、大型魚にとって、小魚は食糧になり得るわけだが、ホンソメワケベラに寄生虫を駆除してもらうために、敢えて、捕食しようとしない。

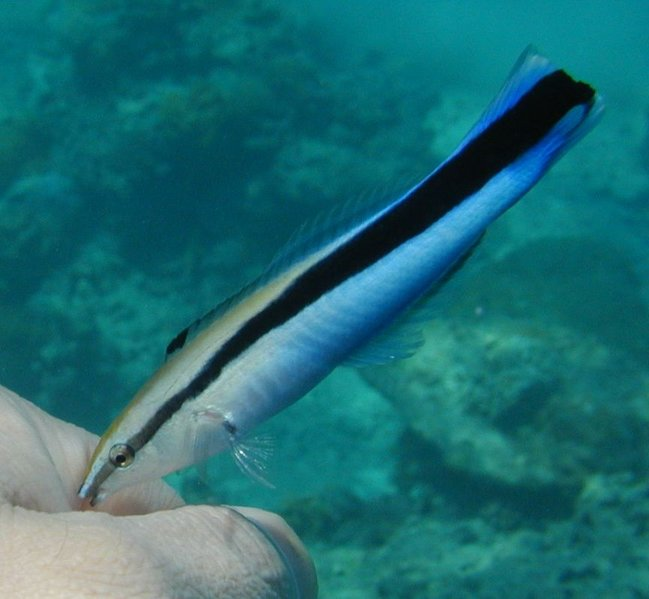
ダイバーの手にやってきた。

ホンソメワケベラ（学名：Labroides dimidiatus）は、スズキ目・ベラ科・カンムリベラ亜科に属する魚の1種である。白地に黒帯の特徴的な体色と、他の魚を「掃除」する行動が知られる掃除魚にも分類される。

## 和名について
元々は「ホソソメワケベラ」であったが、和名を登録する際に、片仮名の読み違いにより「ホンソメワケベラ」と記録されたという経緯が有る。

## 分布
太平洋とインド洋の熱帯・亜熱帯の海に分布する。日本列島近海でも、房総半島以南の南日本の海に分布している。なお、夏には暖流の黒潮に乗って北上した個体が、東北地方や北陸地方の沿岸でも見られる。ただし、北上した個体は、冬には低温のために大部分が死亡する死滅回遊魚と考えられている。

## 形態
ホンソメワケベラの成体の体長は12 cm程度だが、雄の方が雌より大きい。背と腹は白いが、体側面には目を通って尾鰭まで黒い線が1本走り、尾に近付くほど黒色部が太い。尾鰭はほぼ黒いが上下の縁が青白い。また、臀鰭と背鰭にも黒色のラインが入っている。

## 知能
ホンソメワケベラはミラーテストに成功した。これはすなわち、鏡像自己を認知する能力を有する事を意味する。鏡像自己認知能力を有すると確認された種は、魚類としては本種が初めてである。鏡像自己認知能力を有する動物は、類人猿など比較的知能が高い動物だけだろうと想像されていたが、それが誤りであったと判明し、その当時のヒトの常識が覆された。具体的には、顎に茶色の印を付けると、鏡を見たホンソメワケベラは、海藻や石で正しい側（鏡像とは反対）の顎をこすり、再び鏡の前に戻って印が取れたか確認する行為が観察された。大阪市立大学の実験では、ホンソメワケベラのミラーテスト合格率は「100％＝14／14」で、知性が高いとされるチンパンジーの「40％」やゾウの「30％」より高かった。この結果を同大理学研究科教授の幸田正典は、ホンソメワケベラの大脳皮質が発達している事と「野生の類人猿や大型哺乳類では目を合わせることが相手への敵意に繋がる」ため、鏡への注目度の低下による要因ではないかと推論している。また同大学による別の実験では、ホンソメワケベラは（番いのペアではない）仲良しの個体や家族の識別ができる結果も得られた。

## 生態
サンゴ礁や岩礁の周辺に棲息する。頭を斜めに下げ、波打つような軌道の独特な泳ぎ方をする。この特徴的な泳ぎと体色で、自分の掃除屋としての存在を他の魚に誇示していると考えられる。例えば、ニセクロスジギンポやクロスジギンポも本種に良く似ているが、泳ぎ方が違うため、容易に見分けられる。
他の魚はホンソメワケベラを発見すると近寄っていく。ホンソメワケベラはその魚の回りを泳ぎながら、ウミクワガタを主体に体表に喰い付いている寄生虫を捕食する。また、えらの中や口の中にも入り込み、食べかすなどを食べて回る。掃除される魚は、大型魚は胸鰭を動かして身体の安定を保ったり、小型魚はほとんど全身硬直状態になったりと、ホンソメワケベラを少しでも驚かさないように極度に運動を制止する。ホンソメワケベラとこれに掃除を請求する魚との関係は、魚類の進化のタイムスケールの中で、生活のふれあいの中から成立してきたと推定される。参考までに、ホンソメワケベラ以外にも近縁種のソメワケベラ、エビの仲間のアカシマシラヒゲエビ（アカスジモエビ）、オトヒメエビなどが掃除行動をする動物として知られている。
ホンソメワケベラの産卵期は夏で、オスとメスが並んで水面近くまで泳いで行き、素早く身を翻す瞬間に産卵・放精を行って海底に戻る。卵は分離浮性卵で、1粒ずつ離れて海中を漂いながら発生する。なお、本種は雄から雌へ、雌から雄へ性転換できる。

## 掃除する相手
ホンソメワケベラに掃除してもらう魚としては、チョウチョウウオ、ヒメジ類などの小型魚から、ギンガメアジなどのアジ類、クエ、マハタ、ユカタハタなどの大型ハタ類まで、サンゴ礁に棲息する魚のほとんどを占める。これらの中には魚食性の強い魚も数多く含まれるのだが、それでも自分の体を掃除してくれるホンソメワケベラを捕食することはまずない。

## 近縁種
ソメワケベラ属 Labroides には5種が含まれ、日本近海にはホンソメワケベラ、ソメワケベラ、スミツキソメワケベラ、クチベニソメワケベラの4種が分布する。
ソメワケベラ Labroides bicolor Fowler et Bean, 1928
英名：Bicolor cleaner wrasse
体長12 cm。若魚はホンソメワケベラに似るが、成魚は体の前半部が鮮やかな青、後半部が黄色くなる。三宅島と和歌山県以南に分布する。
スミツキソメワケベラ Labroides pectoralis Randall et Springer, 1975
英名：Blackspot cleaner wrasse
体長8 cm。ホンソメワケベラに似るが、和名通り胸びれに大きな黒い斑点が有る。西太平洋の熱帯域に分布し、日本では小笠原諸島と慶良間諸島に分布する。
クチベニソメワケベラ Labroides rubrolabiatus Randall, 1958
英名：Redlip cleaner wrasse
体長8 cm。ホンソメワケベラに似るが、和名通り唇が赤い。太平洋の熱帯域に分布し、日本では南鳥島に分布する。
ハワイアン・クリーナー・ラス Labroides phthirophagus Randall, 1958
英名：Hawaiian cleaner wrasse
体長12 cm。ホンソメワケベラに似るが、尾鰭の端が紫色が帯びている。ハワイ諸島およびジョンストン諸島近海に棲息する。
Labroides dimidiatus (Valenciennes, 1839)
英名：bluestreak cleaner wrasse

## ホンソメワケベラに擬態した魚
スズキ目イソギンポ科のニセクロスジギンポ Aspidontus taeniatus は、ホンソメワケベラとは全く別の仲間に分類される魚だが、ホンソメワケベラと良く似た体色をしており、泳ぎ方も似ている。これは擬態である。
他の魚はホンソメワケベラと思って近寄るが、この魚は寄生虫どころか、皮膚や鰓を鋭い歯で喰いちぎって、素早く逃げてしまう。英語では"False cleanerfish （ニセ掃除魚）"と呼ばれている。ホンソメワケベラと似た体色と行動を身に付ける事により、大型の魚から捕食されるのを防ぎ、食料も手に入れられるという利点を得ている。これも生きる上での戦略の1つと言えよう。